# Petra van Laak
Petra van Laak (* 15. Juli 1966 in Münster) ist eine deutsche Autorin, Referentin und Unternehmerin.

## Leben
Petra van Laak verbrachte einen Teil ihrer Kindheit in Nigeria, wo ihre Eltern als Entwicklungshelfer tätig waren. Sie studierte in Münster und Berlin Kunstgeschichte und arbeitete nach ihrem Magister-Abschluss 1990 in verschiedenen Positionen der Verlagsbranche und der Filmwirtschaft. 2008 gründete sie die Agentur Text: van Laak in Potsdam. Ende 2014 folgte zusätzlich die Gründung einer Zweigniederlassung in Berlin. Petra van Laak ist Mitglied in der Initiative „Frauen unternehmen“, das Frauen über den Weg in die Selbständigkeit informiert und 2014 vom Bundesministerium für Wirtschaft und Energie (BMWi) ins Leben gerufen wurde. Sie ist zum zweiten Mal verheiratet und lebt in Berlin.
2012 war sie Gast bei Sandra Maischberger und Frank Elstner.

## Veröffentlichungen
- 2012: 1 Frau, 4 Kinder, 0 Euro (fast) – Wie ich es trotzdem geschafft habe. Droemer, München, ISBN 978-3-426-22619-3.
- 2013: Auf eigenen Beinen – Eine vierfache Mutter startet in die Selbständigkeit. Droemer, München, ISBN 978-3-426-22635-3.
- 2014: Das dritte Leben – La troisième vie. BookRix, München, ISBN 978-3-7368-2193-4.
- 2014: New Yorker Notizen. BookRix, München, ISBN 978-3-7368-5254-9.
- 2017: Clever texten fürs Web. So bringen Sie Ihr Unternehmen zum Glänzen – auf Homepage, Blog, Facebook und Co. Duden, Berlin, ISBN 978-3-411-75697-1.
- 2018: Geniale Texte für Hotellerie und Gastronomie. Matthaes, Stuttgart, ISBN 978-3-87515-316-3.

## Auszeichnungen
- 2010: Swiss Text Award, 1. Preis[5]
- 2013: Swiss Text Award, 1. Preis[6]
- 2014: Solo-Unternehmerin des Landes Brandenburg.[7]
- 2014: Literaturwettbewerb des Waldorf Astoria Berlin, unter dem Motto „Beobachtungen im Romanischen Café“, 1. Preis für Das dritte Leben.[8]